# Thierry Derlan
Thierry Derlan, né le 3 décembre 1970 à Nice et mort dans la même ville le 26 mai 2010, était un braqueur proche du milieu niçois et corse.
Il est notamment connu pour ses évasions spectaculaires de prison (dont l'une le 26 juin 1999 à bord d'un hélicoptère qui l'extirpa de la prison des Baumettes, le  centre pénitentiaire de Marseille).
Ayant passé plus de 20 années derrière les barreaux, soit plus de la moitié de sa vie, il avait été libéré en 2008.
Le 25 mai 2010 aux alentours de 22 h 00, Thierry Derlan est abattu de 7 balles de gros calibre par deux tueurs devant la maison de ses parents. Il était âgé de 39 ans .